# Daniel Turley Murphy

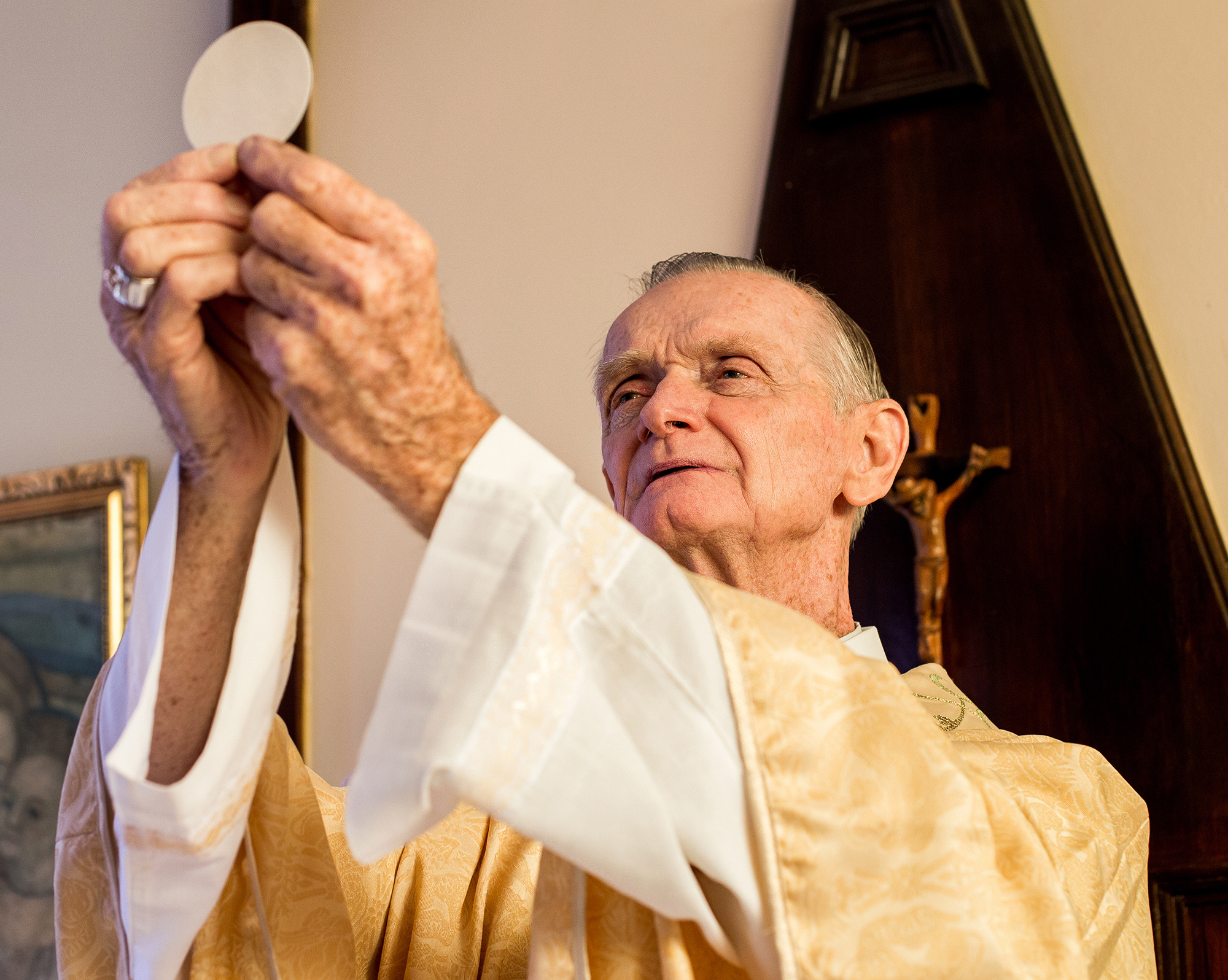
Daniel Turley Murphy, 2018

Daniel Turley Murphy OSA (mit vollem Namen: Daniel Thomas Turley Murphy, * 25. Januar 1943 in Chicago, Illinois, USA) ist ein US-amerikanischer Geistlicher, emeritierter römisch-katholischer Bischof von Chulucanas in Peru und Umweltschützer.

## Leben
Daniel Turley wurde in Chicago als Nachfahre irischer Einwanderer geboren. 1960 schloss er sich dem Augustinerorden an. Der Orden sandte ihn nach Mexiko, um dort zu studieren. 1968 empfing er die Priesterweihe. Infolge des Missionsaufrufes von Papst Paul VI. für Lateinamerika ging er nach Peru. Dort war er zunächst als Priester und Missionar im Bistum Chulucanas in Peru tätig, unter anderem als Pfarrer der Pfarreien Ayabaca, Huancabamba und Morropón.
Am 25. Mai 1996 wurde Daniel Turley zum Koadjutorbischof des Bistums Chulucanas ernannt. Der Bischof von Chulucanas, Juan Conway McNabb, spendete ihm am 17. August 1996 die Bischofsweihe. Am 28. Oktober 2000 ernannte ihn Papst Johannes Paul II. als Nachfolger von Juan Conway McNabb zum zweiten Bischof von Chulucanas.
Seine Tätigkeit als Umweltschützer brachte ihm nicht nur Freunde ein: Während der Aufstände der einheimischen Bevölkerung gegen Bergbauprojekte in ihrer Region versuchte Diözesanbischof Turley als Vermittler zu dienen. Das machte ihn bei den Konzernen zum Feind und brachte ihm diverse Morddrohungen ein.
Papst Franziskus nahm am 2. April 2020 seinen altersbedingten Rücktritt an.

## Auszeichnung
- Peruanischer Friedenspreis, 2011.